# Abbaucas
Abbaucas est un philosophe stoïcien, cité par Lucien comme un exemple d'amitié parfaite. Il était en voyage en Borysthènie et des voleurs l'attaquent. Son ami est blessé. Plus tard, dans un incendie, il sauve son ami plutôt que sa femme et ses deux enfants qu'il laisse périr dans les flammes. Des personnes lui demandent alors pourquoi il avait choisi
son ami, il leur répond : « Il est plus difficile de trouver un vrai ami que d'avoir une seconde femme et des enfants ».